# Joop Zoetemelk
Hendrik Gerardes Jozef „Joop” Zoetemelk (ur. 3 grudnia 1946 w Hadze) – holenderski kolarz szosowy i torowy, mistrz olimpijski i mistrz świata, zwycięzca Tour de France i Vuelta a España.

## Kariera
Pierwszy międzynarodowy sukces w karierze Joop Zoetemelk osiągnął w 1967 roku, kiedy zajął drugie miejsce w klasyfikacji generalnej Scottish Milk Race. Na rozgrywanych rok później igrzyskach olimpijskich w Meksyku wspólnie z René Pijnenem, Janem Krekelsem i Fedorem den Hertogiem zdobył złoty medal w drużynowej jeździe na czas.
Karierę zawodową Zoetemelk rozpoczął w 1970 i jeszcze w tym samym roku zajął 2. miejsce w Tour de France. Wynik ten powtórzył jeszcze w latach 1971, 1976, 1978, 1979 i 1982. Zwyciężył w 1980. Brał udział w 16 edycjach Tour de France i za każdym razem kończył wyścig, wjeżdżając na Pola Elizejskie w Paryżu; jest to niepobity dotąd rekord. Łącznie przez 22 dni żółtą koszulkę lidera i wygrał w sumie 10 etapów w Wielkiej Pętli. Jego największymi rywalami u szczytu kariery byli Belg Eddy Merckx i Francuz Bernard Hinault.
W 1979 zwyciężył również w klasyfikacji generalnej Vuelta a España po dwóch etapowych zwycięstwach. W tym samym wyścigu w 1971  szósty w klasyfikacji generalnej i pierwszy w klasyfikacji górskiej. Wygrywał także jednodniowe klasyki, między innymi: Paryż-Nicea (1974, 1975, 1979), Paryż-Tours (1977 i 1979) i Amstel Gold Race (1987).
W 1985 zdobył złoty medal w wyścigu ze startu wspólnego zawodowców na mistrzostwach świata w Giavera del Montello. W zawodach tych bezpośrednio wyprzedził Grega LeMonda z USA oraz Włocha Moreno Argentina. Dokonał tego w wieku 38 lat.
Jego syn Karl Zoetemelk również był kolarzem.